# WWE New Year's Revolution
New Year's Revolution este un eveniment pay-per-view anual de wrestling organizat în luna ianuarie de federația World Wrestling Entertainment. Este primul eveniment pay-per-view organizat în luna ianuarie de către WWE, urmat fiind de Royal Rumble. 
În perioada 2005-2007 a fost un eveniment exclusiv al diviziei RAW.

## Istoric

### 2005
New Year's Revolution 2005 a avut loc pe data de 9 ianuarie 2005, evenimentul fiind găzduit de Coliseo de Puerto Rico din Porto Rico.
Au avut loc următoarele meciuri:
- Sunday Night HEAT match: The Superheroes (The Hurricane & Rosey) i-au învins pe La Résistance (Sylvain Grenier & Robért Conway). (5:13)
  - Hurricane l-a numărat pe Conway după un "Eye of Hurricane"
- Eugene & William Regal i-au învins pe Christian & Tyson Tomko păstrându-și campionatele WWE World Tag Team Championship (12:22)
  - Eugene l-a numărat pe Tomko după un "School Boy".
- Trish Stratus a învins-o pe Lita câștigând campionatul WWE Women's Championship (3:46)
  - Stratus a numărato pe Lita după un "Chick Kick".
- Shelton Benjamin l-a învins pe Maven păstrându-și campionatul WWE Intercontinental Championship(6:08).
  - Benjamin l-a numărat pe Maven cu un "Roll-Up".
- Muhammad Hassan (însoțit de Daivari) l-a învins pe Jerry Lawler (însoțit de Jim Ross) (10:51)
  - Hassan l-a numărat pe Lawler după un "Reverse STO".
- Kane l-a învins pe Snitsky (11:38).
  - Kane l-a numărat pe Snitsky după un "Tombstone Piledriver".
- Triple H i-a învins pe Batista, Edge, Randy Orton, Chris Benoit și Chris Jericho cu Shawn Michaels arbitru special într-un Special Guest Referee Elimination Chamber Match câștigând vacantul WWE World Heavyweight Championship (35:02)
  - HHH l-a eliminat pe Orton câștigând meciul.
  - În timpul meciului, Michaels i-a aplicat lui Edge un "Sweet Chin Music".

### 2006
New Year's Revolution 2006 a avut loc pe data de 8 ianuarie 2006, evenimentul fiind găzduit de Pepsi Arena din Albany, New York.
Au avut loc următoarele meciuri:
- Sunday Night HEAT match: Chavo Guerrero l-a învins pe Snitsky. (5:13)
  - Guerrero l-a numărat pe Snitsky după un "Frog Splash".
- Ric Flair l-a învins pe Edge păstrându-și campionatul WWE Intercontinental Championship (7:17)
  - Edge a fost descalificat după ce l-a lovit pe Flair cu valiza Money in the Bank.
- Trish Stratus a învins-o pe Mickie James păstrându=și campionatul WWE Women's Championship (7:18)
  - Stratus a numărato pe Mickie după un "Chick Kick".
- Jerry Lawler l-a învins pe Gregory Helms (9:32).
  - Lawler l-a numărat pe Helms după un "Diving Fist Drop".
- Triple H l-a învins pe Big Show (16:11)
  - HHH l-a numărat pe Show după un "Pedigree".
- Shelton Benjamin (însoțit de Momma Benjamin) l-a învins pe Viscera (7:48).
  - Benjamin l-a numărat pe Viscera după un "Money Clip" după ce Momma Benjamin l-a lovit pe Viscera.
- Ashley Massaro le-a învins pe Victoria, Candice Michelle, Maria Kanellis și Torrie Wilson într-un Bra & Panties Gauntlet Match. (11:01)
  - Ashley a dezbrăcato pe Victoria câștigând meciul.
- John Cena i-a învins pe Carlito, Chris Masters, Kurt Angle, Shawn Michaels și Kane într-un Elimination Chamber Match păstrându-și WWE Championship (28:25)
  - Cena l-a eliminat pe Carlito câștigând meciul.
  - După meci, Edge șia făcut efectivă valiza Money in the Bank învingândul pe Cena și câștigând titlul.
- Edge (însoțit de Lita) l-a învins pe John Cena (1:46)
  - Edge l-a numărat pe Cena după 2 "Spear".
  - Aceasta a fost prima încasare a valizei Money in the Bank în istoria WWE.

### 2007
New Year's Revolution 2007 a avut loc pe data de 7 ianuarie 2007, evenimentul fiind găzduit de Kemper Arena din Kansas City, Missouri.
Au avut loc următoarele meciuri:
- Dark match: Vladimir Kozlov l-a învins pe Eugene. (2:00)
  - Kozlov l-a numărat pe Eugene.
- Jeff Hardy l-a învins pe Johnny Nitro într-un Steel Cage Match păstrându-și campionatul WWE Intercontinental Championship (14:50)
  - Hardy a câștigat meciul după ce a ieșit din cușcă.
- Cryme Tyme (JTG & Shad Gaspard) i-au învins pe The Highlanders (Robbie & Rory McAllister), The World's Greatest Tag Team (Shelton Benjamin & Charlie Haas), Jim Duggan & Super Crazy, și Lance Cade și Trevor Murdoch (19:03) într-un Tag team turmoil match
  - Shad l-a eliminat într-un final pe Cade după un "G9"
- Kenny Dykstra l-a învins pe Ric Flair (10:02).
  - Dykstra l-a numărat pe Flair cu un "Inside Cradle" după un "Low Blow"
- Mickie James a învins-o pe Victoria păstrându=și campionatul WWE Women's Championship (6:50)
  - Mickie a numărato pe Victoria după un "Mickie-DT".
- Campioni Mondiali pe Echipe Rated-RKO (Edge & Randy Orton) și D-Generation X (Triple H & Shawn Michaels) a terminat făra rezultat (23:20)
  - Lupta a terminat după ce HHH a suferit o accidentare la cuadriceps.
  - După meci, Michaels a rupt masa comentatorilor cu Orton după ce a sărit de pe colțul ringului iar Triple H i-a aplicat un Pedigree lui Edge pe masă.
- Chris Masters l-a învins pe Carlito (însoțit de Torrie Wilson) (5:55).
  - Masters l-a numărat pe Carlito ținândul de pantaloni.
- John Cena l-a învins pe Umaga (însoțit de Armando Alejandro Estrada) păstrându-și campionatul WWE Championship (17:20)
  - Cena l-a numărat pe Umaga cu un "Roll-Up".
  - Aceasta a fost prima oara când Umaga a pierdut în WWE.